# Goodbye My Love/Chi vince in me
Goodbye My Love/Chi vince in me è il secondo singolo su 7" de I Rokketti pubblicato nel 1966 dalla CDB. Il lato A contiene la versione in lingua italiana del brano Goodbye My Love dei britannici The Searchers.

## Tracce
Lato A
1. Goodbye My Love (Lamar Simington, Leroy Swearingen, Robert Mosely)

Lato B
1. Chi vince in me (Ettore Ballotta, Santino Rocchetti)